# Шеш
Шеш или Ерт Шеш (на арабски: عرق شاش) е пясъчна пустиня (ерг) в Западна Сахара, простираща се в югозападната част на Алжир (по-голямата част), в северната част на Мали и в североизточната част на Мавритания. Дължината ѝ от югозапад на североизток е около 900 km, ширината около 250 km, а площта – около 180 000 km². Разположена е между платото Ел Еглаб на северозапад и платото Танезруфт на югоизток. На североизток (на територията на Алжир) се свързва с пясъчната пустиня Голям Западен ерг, а на югозапад (на територията на Мавритания) с друга голяма пясъчна пустиня – Ел Джуф. За северните ѝ части са характерни дългите, тесни, успоредни помежду си и високи до 300 m пясъчни дюни, които на юг от 25° с.ш. се разпростират като ветрило от западно до южно направление, а височината им намалява до 50 m. Годишната сума на валежите е минимална и е под 10 mm. Пустинята Шеш е една от най-безводните пустини в Сахара, като в нея почти липсват оазиси и кладенци с питейна вода.